# Тинбахтіно
Тинба́хтіно (рос. Тынбахтино, башк. Тымбаҡты) — присілок у складі Калтасинського району Башкортостану, Росія. Входить до складу Краснохолмської сільської ради.
Населення — 70 осіб (2010; 88 у 2002).
Національний склад:
- удмурти — 94 %